# 精華光學
25°03′25.8″N 121°38′04.4″E / 25.057167°N 121.634556°E
精華光學股份有限公司（櫃買中心：1565），台灣知名隱形眼鏡製造商，為「帝康TICON」品牌的創立者。為台灣最大隱形眼鏡製造廠、全球第五大隱形眼鏡製造廠。於民國75年（1986年）9月24日成立，廠辦都在新北市汐止區。2003年7月登錄興櫃掛牌交易，2004年3月30日於中華民國證券櫃檯買賣中心股票上櫃交易。

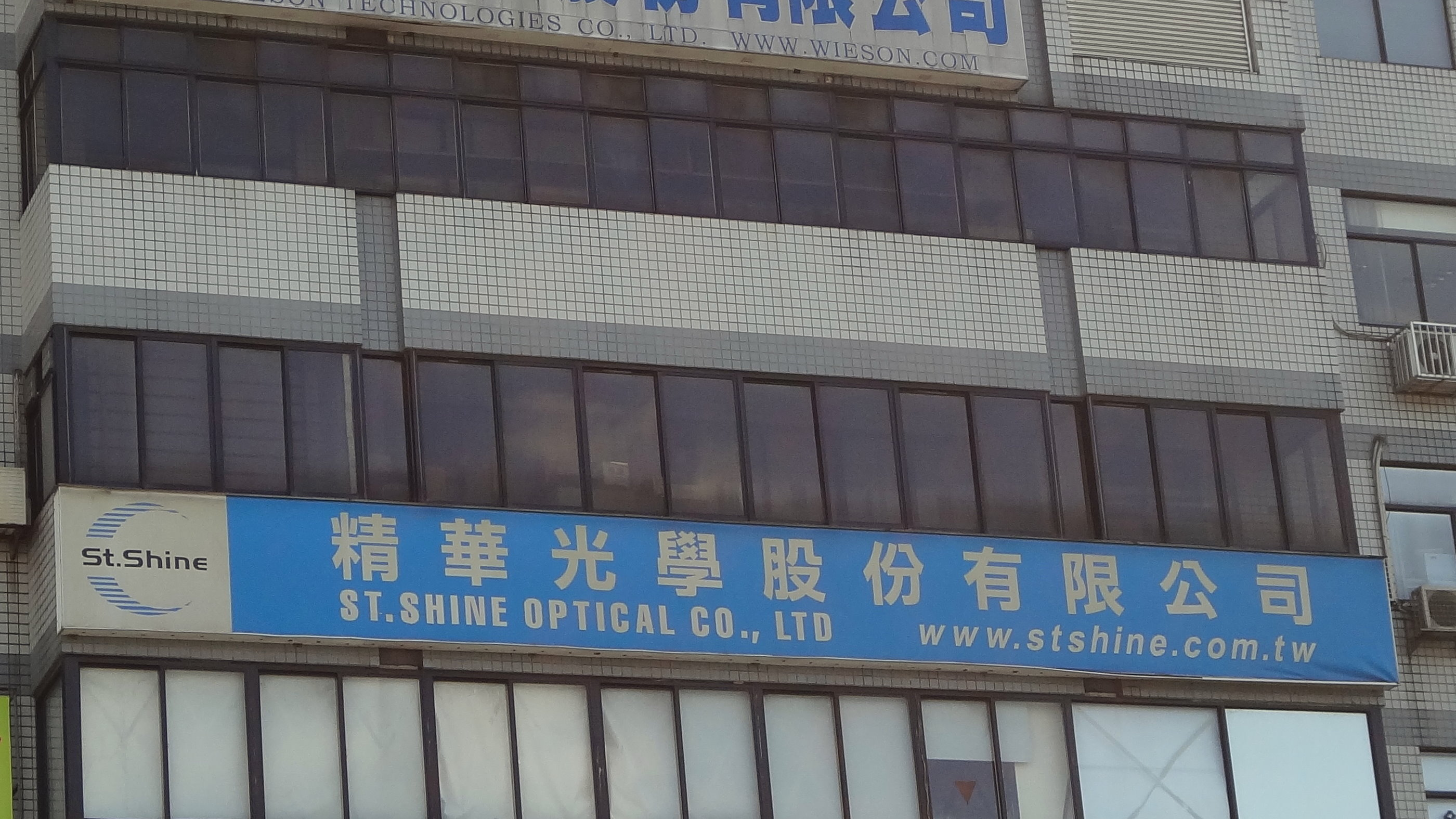
精華光學總部

精華光學所生產的產品於1996年取得ISO9001與歐洲合格認證資格，亦通過多項品質認證，包括行政院衛生署GMP認證、美國FDA510(k)及加拿大CMDCAS等認證。
精華光學除了經營自有品牌「帝康TICON」外，亦有OEM、ODM及Private Label，提供客戶鏡片設計、包裝、證照申請等全套服務。近年來持續在台灣設立工廠及生產線，並前進大陸市場推展自有品牌「帝康TICON」，且轉投資荷蘭、美國和大陸行銷公司。

## 組織
- 總公司
- 汐止一廠
- 汐止二廠
- 汐止康寧廠
- 汐止亞太廠
- 汐止汐科廠
- 汐止遠雄廠
- 荷蘭-歐洲子公司
- 美國子公司
- 上海子公司

## 爭議事件
2018年4月24日上百名越南籍女性移工聚集抗議，她們不滿宿舍空間狹小，生活品質太差，而且薪資被苛扣，實領不到台幣兩萬塊，多次向仲介反映卻得不到改善。新北市勞工局前往查訪後發現雇主的確違反兩項規定，限期若未改善，將開罰並撤銷聘僱許可。

## 外部連結
- 精華光學股份有限公司 （页面存档备份，存于）
- 帝康官網 （页面存档备份，存于）
- 理財網 精華光學股份有限公司 （页面存档备份，存于）
- （繁體中文） 台灣公司資料

1. ↑  . 關鍵新聞網.